# Pseudoacutella
Pseudoacutella es un género de foraminífero bentónico que hubiese sido incluido tradicionalmente en la subfamilia Ozawainellinae, de la familia Ozawainellidae, de la superfamilia Fusulinoidea, del suborden Fusulinina y del orden Fusulinida. Su especie tipo es Eostaffella grozdilovae. Su rango cronoestratigráfico abarca desde el Bashkiriense superior hasta el Kasimoviense inferior (Carbonífero superior).

## Discusión
Clasificaciones más recientes incluyen Pseudoacutella en la subfamilia Millerellinae, en la superfamilia Ozawainelloidea, y en la subclase Fusulinana de la clase Fusulinata.

## Clasificación
Pseudoacutella incluye a las siguientes especies:
- Pseudoacutella acutissima †, también considerado como Eostaffella acutissima †
  - Pseudoacutella acutissima umbonata †, también considerado como Eostaffella acutissima umbonata †
- Pseudoacutella bella †, también considerado como Eostaffella bella †
- Pseudoacutella compressa †, también considerado como Eostaffella compressa †
- Pseudoacutella depressa †, también considerado como Eostaffella depressa †
- Pseudoacutella dogbendensis †, también considerado como Eostaffella dogbendensis †
- Pseudoacutella donbassica †, también considerado como Eostaffella donbassica †
- Pseudoacutella etoi †, también considerado como Eostaffella etoi †
- Pseudoacutella exilis †, también considerado como Eostaffella exilis †
- Pseudoacutella grandis †
- Pseudoacutella grozdilovae †, también considerado como Eostaffella grozdilovae †
- Pseudoacutella infirma †
- Pseudoacutella inflata †
- Pseudoacutella korobcheevi †, también considerado como Eostaffella korobcheevi †
- Pseudoacutella lata †, también considerado como Eostaffella acuta lata †
- Pseudoacutella lepidaeformis †, también considerado como Eostaffella lepidaeformis †
  - Pseudoacutella lepidaeformis minima †, también considerado como Eostaffella lepidaeformis minima †
- Pseudoacutella levenconica †, también considerado como Eostaffella levenconica †
- Pseudoacutella mutabilis †, también considerado como Eostaffella mutabilis †
  - Pseudoacutella mutabilis postera †, también considerado como Eostaffella mutabilis postera †
  - Pseudoacutella mutabilis rjasanensis †, también considerado como Eostaffella mutabilis rjasanensis †
- Pseudoacutella nana †, también considerado como Eostaffella acuta nana †
- Pseudoacutella paracuta †